# 14+1
O 14+1 (straigh pool) é uma das modalidades de jogo do Pool já descontinuado pelas entidades federativas europeia e mundial. Joga-se com as 15 bolas coloridas e uma branca. A finalidade é embolsar as bolas coloridas sendo que cada uma vale um ponto. Não existem bolas de um jogador específico, enquanto o jogador embolsar bolas é sempre o mesmo a jogar. Estabelece-se um limite de pontuação no início do jogo, e quem alcançar em primeiro lugar essa pontuação ganha a partida.